# سباستین زیانی د فرانتی
سباستین پیتر چتزین دیمر زیانی د فرانتی (به انگلیسی: Sebastian Ziani de Ferranti) (۹ آوریل ۱۸۶۴ - ۱۳ ژانویه ۱۹۳۰) مهندس برق و مخترع بود.

## زندگی
او در شهر لیورپول انگلیس به دنیا آمد. پدر ایتالیایی‌اش عکاس بود.
وی در سال ۱۹۲۴ برنده نشان فارادی شد

## کار حرفه ایی

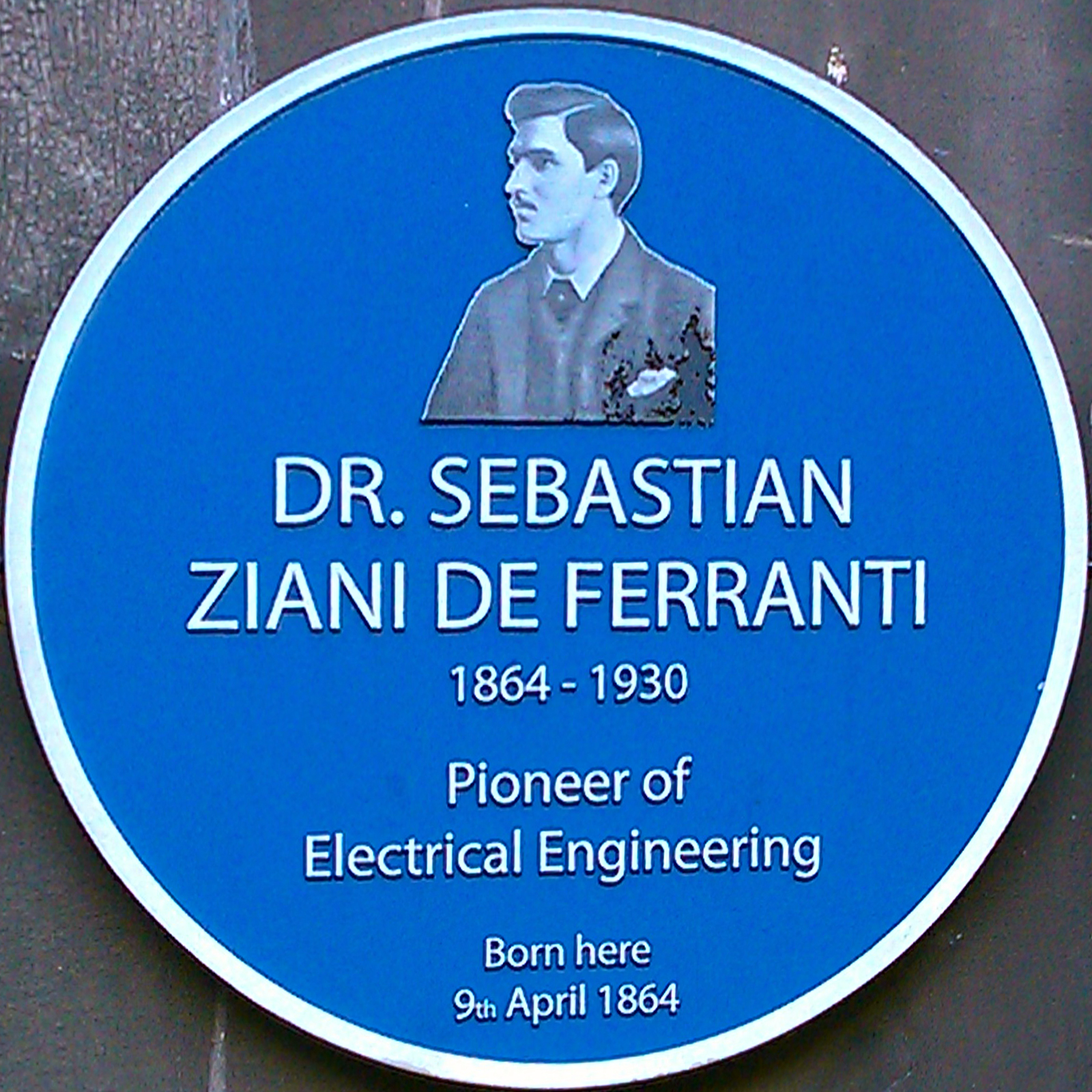
تصویری از سباستین زیانی

او از بچگی استعداد زیادی در مهندسی برق از خود نشان می‌داد. اولین اختراع او، در سن ۱۳ سالگی، قوس نور برای روشنایی خیابان بود. بر اساس گزارش، در حدود سن ۱۶ سالگی، او مولد برقی (که آرمیچر زیگزاگ داشت) با کمک ویلیام تامسون (لرد کلوین آینده) ساخت و بعدها دستگاه را ثبت اختراع کرد و دینام فرانتی نام نهاد. او برای برادران زیمنس در چارلتون لندن کارمی کرد و در سال ۱۸۸۲ مغازه‌ای در لندن باز کرد که دستگاه‌های مختلف الکتریکی به عنوان شرکت فرانتی، تامپسون و اینس در آن طراحی می‌کرد.

## اختراعات
- "U.S. Patent ۳۴۱۰۹۷ دستگاه دینامو الکتریکی تک قطبی".

## مطالعات بیشتر
- زندگی و نامه‌های سباستین زیانی د فرانتی توسط گرترود زیانی د فرانتی و ریچارد اینس(اُسی‌ال‌سی ۳۹۵۷۷۲); published 1934 by Williams & Norgate, Ltd.
- صدمین سالگرد سباستین زیانی د فرانتی، D.Sc. ,F.R.S. , born ۹ آوریل ۱۸۶۴: Founder of Ferranti, Ltd.,1882; published 1964 by Ferranti (ASIN B0000CM9N3).